# Laphria columbica
Laphria columbica là một loài ruồi trong họ Asilidae. Laphria columbica được Walker miêu tả năm 1866.